# تينا كلايتون
تينا كلايتون (مواليد 18 أغسطس 2004) هي عداءة جاميكية، حصلت على الميدالية الذهبية في سباق 100 متر و100 متر تتابع في بطولة العالم للناشئين لألعاب القوى عام 2021 و2022.